# Ficus trianae

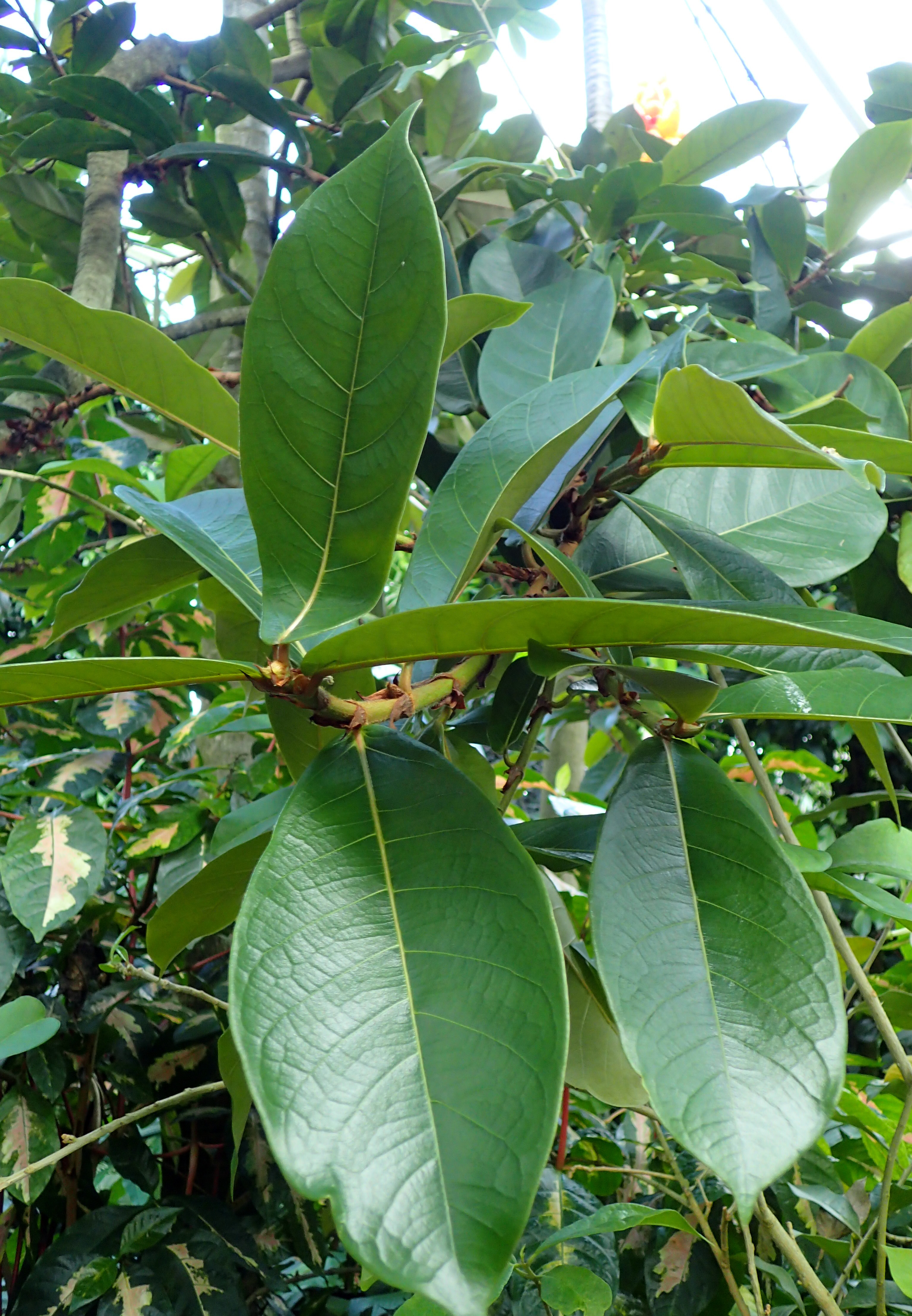
Ficus trianae

Ficus trianae är en mullbärsväxtart som beskrevs av Armando Dugand. Ficus trianae ingår i släktet fikonsläktet, och familjen mullbärsväxter. Inga underarter finns listade i Catalogue of Life.